# Lametz
Lametz é uma comuna francesa na região administrativa de Grande Leste, no departamento Ardenas. Estende-se por uma área de 9,71 km². Em 2010 a comuna tinha 75 habitantes (densidade: 7,7 hab./km²).